# Leptherpum geijskesi
Leptherpum geijskesi är en mångfotingart som beskrevs av Jeekel 1963. Leptherpum geijskesi ingår i släktet Leptherpum och familjen Chelodesmidae. Inga underarter finns listade i Catalogue of Life.